# Phyllonoma laticuspis
Phyllonoma laticuspis är en järneksväxtart som beskrevs av Adolf Engler. Phyllonoma laticuspis ingår i släktet Phyllonoma och familjen Phyllonomaceae. Inga underarter finns listade i Catalogue of Life.